# Ripto
Ripto è un personaggio dei videogiochi, nonché antagonista principale più ricorrente nella serie Spyro the Dragon. È un mago malvagio che aspira a conquistare il mondo dei draghi nonché arcinemico del draghetto viola Spyro.

## Descrizione
Ripto si presenta come un sauro umanoide rosso e di bassa statura, della razza dei Riptoc. Ha grandi narici ed un corno sulla sommità del capo. È vestito con un mantello viola scuro, porta un medaglione al collo e uno scettro alla mano. Quest'ultimo conferisce a Ripto gran parte dei suoi poteri magici. La personalità del mago è altalenante e tendente alla malvagità e alla diffidenza, nei confronti dei suoi nemici, ma anche dei suoi scagnozzi, i dinosauri Crush e Gulp. Quest'ultimo è solito accompagnare il suo padrone, che gli siede sul dorso.

## Biografia
Le informazioni sono prese dal manuale dei videogiochi e dai video di intermezzo.

### Spyro 2: Gateway to Glimmer(oSpyro 2: Ripto's Rage!)
Nel secondo capitolo della saga, Ripto fa la sua prima apparizione come antagonista principale, insieme a i suoi due scagnozzi Gulp e Crush. Ripto, erroneamente portato nella terra immaginaria di Avalar dal Professore e dal suo amico Hunter il ghepardo durante un esperimento di viaggi nello spaziotempo, ne ha preso possesso, instaurandovi un clima di tirannia. Consci del clamoroso errore, il Professore, Hunter e la loro amica Elora, decidono di teletrasportare un drago per risolvere il problema: Spyro.
Dopo che Crush e Gulp sono stati sconfitti in Foresta d'estate e Pianure d'autunno, e dopo che Ripto, orfano del suo scettro ingerito da Gulp, era precipitato nell'abisso della Casa di Gulp, si assiste al ritorno del mago. Quest'ultimo ruba la gemma incastonata nel portale che il Professore stava mettendo a punto per riportare Spyro a casa. La gemma viene usata per un nuovo scettro. Al termine del gioco, nel castello del mondo Tundra d'inverno, avviene lo scontro tra Spyro e Ripto. Il mago cade nel magma dell'arena di combattimento, dopo avere lui stesso distrutto la piattaforma su cui si stava svolgendo il duello, apparentemente morendo.

### Spyro: Year of the Dragon
Nell'epilogo di Spyro: Year of the Dragon, Ripto è intento a discutere insieme a Nasty Norc il "problema Spyro".

### Spyro 2: Season of Flame
In Spyro 2: Season of Flame, Ripto ruba il fuoco sacro dei draghi e sarà nuovamente Spyro a doverlo combattere.

### Spyro: Enter the Dragonfly
In Spyro: Enter the Dragonfly, Ripto fa il suo ritorno, questa volta nei Regni dei Draghi, con l'intento di intrappolare tutte le libellule che vengono periodicamente assegnate ad ogni drago appena nato. Il tentativo fallisce in quanto Ripto sbaglia a pronunciare l'incantesimo: le libellule vengono così disperse nelle varie regioni e sarà compito di Spyro recuperarle. Ripto si infuria e caccia i suoi due scagnozzi Crush e Gulp, ritrovati tempo prima a Cratere Fuso (livello di Spyro: Year of the Dragon) intenti a mendicare un lavoro da Nasty Norc. Lo scontro tra Spyro e Ripto avviene a metà del gioco e alla fine di quest'ultimo. Sconfitto, ma non a morte, Ripto rivela di odiare i draghi in quanto incapace di usare al meglio la loro magia, e annuncia di voler tornare in futuro.

### Spyro Fusion
Nel crossover Spyro Fusion, Ripto si allea con il Dr. Neo Cortex, lo storico nemico di Crash Bandicoot (anche quest'ultimo appare in questo gioco), per sconfiggere Spyro e aiutare il suo alleato a sconfiggere Crash. Torneranno con lui anche i suoi due scagnozzi Gulp e Crush che verranno nuovamente sconfitti insieme a Ripto e il suo diabolico alleato.

## Doppiaggio
In America è stato doppiato da Gregg Berger, in Italia da Alessandro Ricci, Massimo Marinoni e Mario Zucca rispettivamente in Gateway to Glimmer, Enter the Dragonfly e Spyro Reignited Trilogy.